# درویید هیلز (جورجیا)
درویید هیلز (به انگلیسی: Druid Hills) یک منطقهٔ مسکونی در ایالات متحده آمریکا است که در شهرستان دیکلب، جورجیا واقع شده‌است. درویید هیلز ۱۱ کیلومتر مربع مساحت و ۱۴٬۵۶۸ نفر جمعیت دارد و ۲۷۸ متر بالاتر از سطح دریا واقع شده‌است.